# Steadfast Javelin II
Steadfast Javelin II (укр. Вірний спис ІІ) — кодова назва семиденних військових навчань НАТО, які розпочалися 2 вересня 2014 року. Офіційно навчання завершилися 8 вересня. Територія багатонаціональних маневрів охоплювала Центральну та Східну Європу, зокрема Німеччину, Естонію, Латвію, Литву і Польщу. Мета навчань — підготувати підрозділи швидкого реагування НАТО до проведення операцій в будь-якій точці світу при надзвичайних ситуаціях.
Навчання «Steadfast Javelin II» були логічним продовженням американських навчань «Saber Junction» (укр. «Схрещені шаблі»). Після успішного завершення цих маневрів планується запровадити серію багатонаціональних навчань у низці країн-членів Північноатлантичного альянсу, а також у країнах-партнерах, зокрема у Німеччині — «Loyal Lance» і «Trident Lance», у Норвегії — «Noble Ledger», в Україні — «Rapid Trident» і у Польщі — «Anakonda».
У навчаннях були задіяні близько 1000 військовослужбовців з 12-ти країн-членів НАТО, а саме: Болгарії, Канади, Чехії, Естонії, Італії, Латвії, Литви, Польщі, Румунії, Словенії, Великої Британії, США, а також 2-х країн-партнерів — Боснії і Герцеговини та Сербії. Крім цього, у навчаннях були задіяні близько 10 літаків C-17, C-130 і 10 вертольотів, у тому числі «Black Hawk», «Chinook» і «Apache».

## Навчання Steadfast Javelin II
5 вересня 2014 року на авіабазі Лієлварде, що в Латвії, відбулася нічна висадка 400 повітряних десантників з бойовими бронемашинами Stryker з подальшим захопленням аеродрому. А 8 вересня цього ж року в Німеччині проведено показову операцію з повернення під контроль багатонаціаональних сил захопленого умовним противником аеродрому.
Керувати навчаннями було доручено Об'єднаному командуванню ОСВ НАТО (Ізмір, Туреччина).

## Країни-учасниці навчань
| - Болгарія - Велика Британія - Естонія - Італія - Канада - Латвія | - Литва - Польща - Румунія - Словенія - США - Чехія | - Боснія і Герцеговина - Сербія |

## Галерея

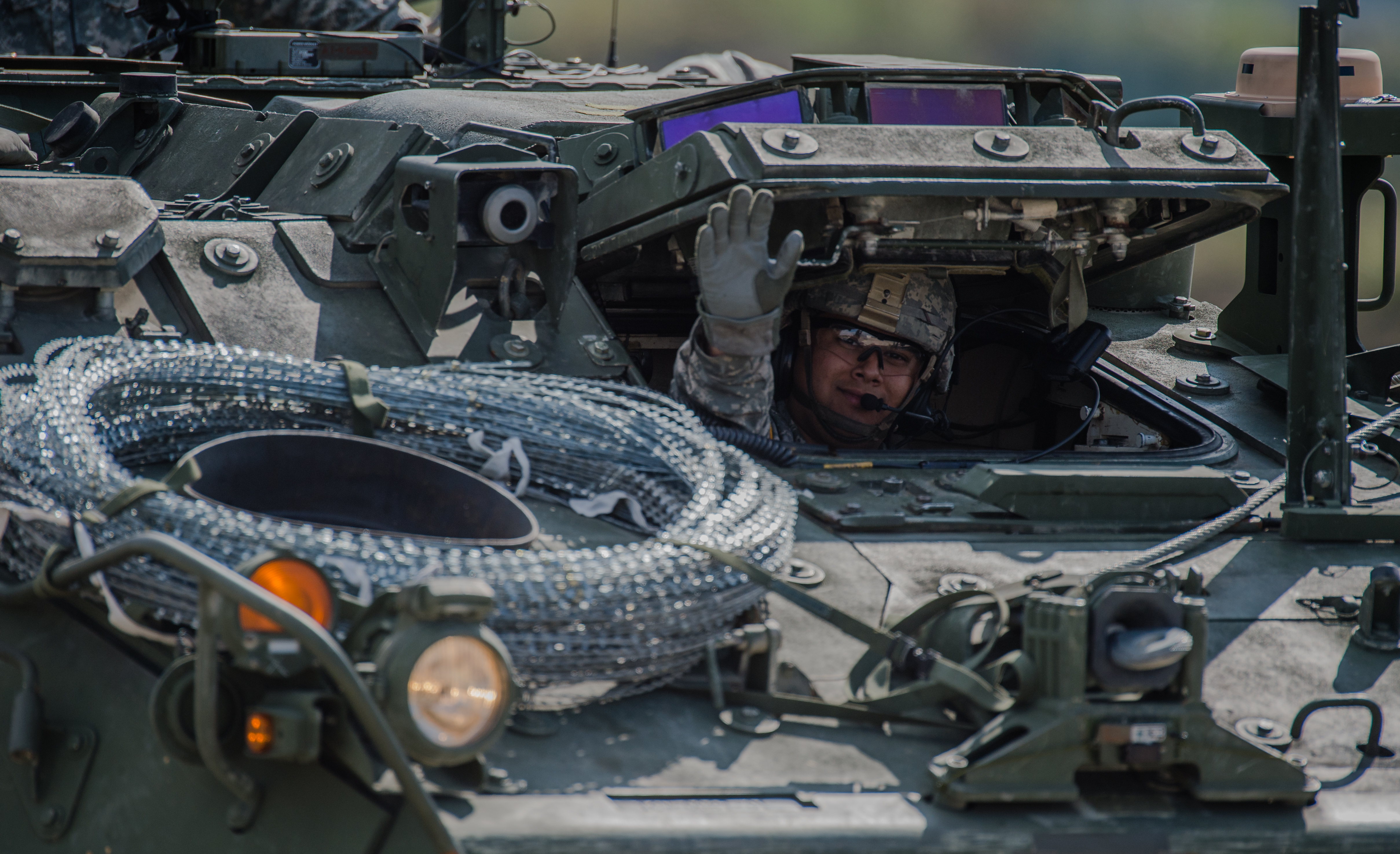
конвой американської бронетехники під час операції «Steadfast Javelin II» (Авіабаза Рамштайн, Німеччина)
болгарські і американські військовослужбовці заходять на борт літака C-27J (Авіабаза Рамштайн, Німеччина)